# Gábor Csapó
Gábor Csapó (* 20. September 1950 in Budapest; † 27. November 2022 ebenda) war ein ungarischer Wasserballspieler. Er war mit der ungarischen Nationalmannschaft Olympiasieger 1976 und Olympiadritter 1980. Außerdem war er Weltmeister 1973 sowie Europameister 1974 und 1977.

## Karriere
Der 1,98 m große Gábor Csapó spielte zunächst bei Újpesti TE. Von 1973 bis 1984 war er bei Vasas Budapest. Mit diesem Verein gewann er von 1975 bis 1984 neun ungarische Meistertitel, nur 1978 wurde die Mannschaft Fünfte.
Von 1970 bis 1986 wirkte Csapó in 272 Länderspielen mit. 1973 fand in Belgrad die erste Weltmeisterschaft im Wasserball statt. Die Ungarn gewannen den Titel vor der sowjetischen Mannschaft. Beim 5:4-Sieg über die sowjetische Mannschaft warf Csapó allein drei Tore. Auch 1974 bei der Europameisterschaft in Wien siegten die Ungarn vor der sowjetischen Mannschaft. Im Jahr darauf erreichten bei der Weltmeisterschaft in Cali nur vier Mannschaften die Endrunde. Die sowjetische Mannschaft gewann Gold vor der ungarischen Mannschaft. Beim 5:4-Sieg der sowjetischen Mannschaft gegen die Ungarn erzielten Ferenc Konrád und Gábor Csapó jeweils zwei Tore für die Ungarn. Bei den Olympischen Spielen 1976 warf Csapó insgesamt vier Treffer, davon drei in den letzten beiden Spielen der Finalrunde. Beim Turnier in Montreal gewann die ungarische Mannschaft die Goldmedaille vor den Italienern.
Bei der Europameisterschaft 1977 siegten die Ungarn vor den Jugoslawen und den Italienern. Im Jahr darauf bei der Weltmeisterschaft 1978 in West-Berlin siegten die Italiener vor den Ungarn, wobei der direkte Vergleich mit 4:4 endete. Bei den Olympischen Spielen 1980 in Moskau erreichten die Ungarn als Gruppensieger der Vorrunde die Hauptrunde. Nach Niederlagen gegen die späteren Olympiasieger aus der Sowjetunion und die späteren Olympiazweiten aus Jugoslawien belegten die Ungarn den dritten Platz und erhielten die Bronzemedaille. Csapó warf insgesamt fünf Tore.
1982 bei der Weltmeisterschaft in Guayaquil gab es drei Gruppenphasen. Die Ungarn siegten in ihrer Vorrundengruppe und in ihrer Zwischenrundengruppe, in der Endrunde spielten sie zweimal Unentschieden. Die sowjetische Mannschaft gewann den Titel vor den ungeschlagenen Ungarn. Seine letzte internationale Medaille gewann Csapó bei der Europameisterschaft 1983, die Ungarn wurden Zweite hinter der sowjetischen Mannschaft.
Nach dem Ende seiner Spielerkarriere schlug Gábor Csapó die Trainerlaufbahn ein und trainierte unter anderem seine früheren Vereine Ujpesti und Vasas.